# Valentin Antov
Valentin Antov (en búlgaro: Валентин Антов; Sofía, 9 de noviembre de 2000) es un futbolista búlgaro que juega en la demarcación de defensa para la A. C. Monza de la Serie B.

## Selección nacional
Tras jugar con la selección de fútbol sub-16 de Bulgaria, la sub-17, la sub-18 y con la sub-19, finalmente debutó con la selección absoluta el 25 de marzo de 2019. Lo hizo en un partido de clasificación para la Eurocopa 2020 contra Kosovo que finalizó con un resultado de empate a uno tras los goles de Arbër Zeneli para Kosovo, y de Vasil Bozhikov para Bulgaria.

## Clubes
| Club                            | País     | Año       | Partidos | Goles |
| ------------------------------- | -------- | --------- | -------- | ----- |
| P. F. C. CSKA Sofía             | Bulgaria | 2015-2016 | 5        | 0     |
| P. F. C. CSKA Sofía II (cedido) | Bulgaria | 2016-2017 | 5        | 0     |
| P. F. C. CSKA Sofia             | Bulgaria | 2017-2021 | 55       | 3     |
| Bologna F. C. 1909 (cedido)     | Italia   | 2021      | 5        | 0     |
| P. F. C. CSKA Sofia             | Bulgaria | 2021      | 8        | 0     |
| A. C. Monza                     | Italia   | 2021-2023 | 19       | 0     |
| U. S. Cremonese (cedido)        | Italia   | 2023-2025 | 70       | 2     |
| A. C. Monza                     | Italia   | 2025-     |          |       |

## Palmarés

### Campeonatos nacionales
| Título           | Club           | País     | Año  |
| ---------------- | -------------- | -------- | ---- |
| Copa de Bulgaria | PFC CSKA Sofia | Bulgaria | 2016 |
| V AFG            | PFC CSKA Sofia | Bulgaria | 2016 |